# جواد شیرازیان
جواد شیرازیان (قم۱۳۰۸) نماینده حوزه قائمشهر استان مازندران در مجلس اول شورای اسلامی بود. او در زمان اتخاب دارای مدرک دکترای پزشکی بود.
| دوره نمایندگی | تعداد رای | درصد آراء |
| ------------- | --------- | --------- |
| اول           | ۴۹٬۸۸۱    | ۵۵٫۸      |

.